# This Week
This Week è il secondo album della rapper statunitense Jean Grae, pubblicato nel 2004.
Su Metacritic riceve un punteggio di 79/100 basato su 13 recensioni.
| Recensione        | Giudizio |
| ----------------- | -------- |
| AllMusic          | [ 1 ]    |
| Billboard         | [ 2 ]    |
| Pitchfork         | [ 2 ]    |
| RapReviews        | [ 2 ]    |
| Spin              | [ 2 ]    |
| PopMatters        | [ 2 ]    |
| Q                 | [ 2 ]    |
| The Village Voice | [ 2 ]    |

## Tracce
Testi di Tsidi Ibrahim, J. Cardim (tracce 1, 16-17), T. Graham (tracce 2 e 15), Joey Chavez (tracce 4-5 e 15), I. Diaz Jr (traccia 6), W. Davis (traccia 6), J. Shatkin (tracce 7 e 10), Patrick Douthit (tracce 8-9), S. Nicholson (traccia 11), Todd Moore (traccia 12), K. Risto (traccia 14), W. Nugent (traccia 14).
1. Intro (featuring Ruddy Rock & Tracey Moore) – 2:32 (musica: J. Cardim)
2. A-Alikes – 3:46 (musica: Sid Roams)
3. Cuervo Loco (Skit) – 1:38 (musica: Will Tell)
4. Going Crazy – 4:45 (musica: Joey Chavez)
5. Clock (Skit) – 4:05 (musica: Joey Chavez)
6. Style Wars (featuring Block McCloud) – 3:59 (musica: Will Tell)
7. Not Like Me – 4:59 (musica: Belief)
8. Supa Luv – 4:12 (musica: 9th Wonder)
9. Wednesday (Skit) (musica: 9th Wonder)
10. Whatever (featuring The Genies) – 4:57 (musica: Belief)
11. Give It Up (featuring Block McCloud) – 2:23 (musica: Shan Boogie)
12. The Wall – 1:24 (musica: LT Moe)
13. Before The Spot (featuring Destruction) – 4:43 (musica: Will Tell)
14. You Don't Want It – 4:27 (musica: Midi Mafia)
15. Watch Me – 5:19 (musica: Sid Roams)
16. P.S. – 3:40 (musica: J. Cardim)
17. Outro

## Classifiche
| Classifica (2004)         | Posizione massima |
| ------------------------- | ----------------- |
| US Independent Albums     | 47                |
| US Top R&B/Hip-Hop Albums | 83                |